# نیزه‌سپر
نیزه‌سپر (نام علمی: Doryaspis) نام یک سرده از زیررده دگرزرهان است.

## نگارخانه

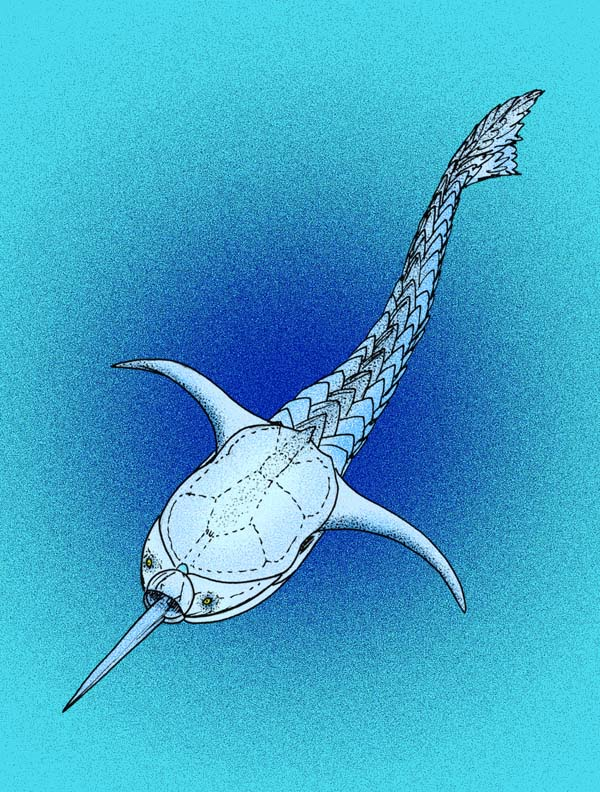
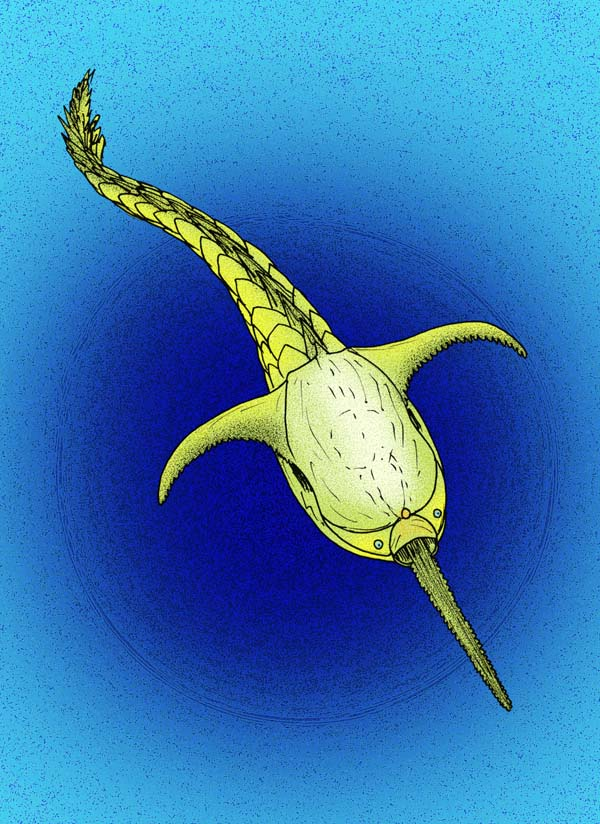